# Desidério Costa

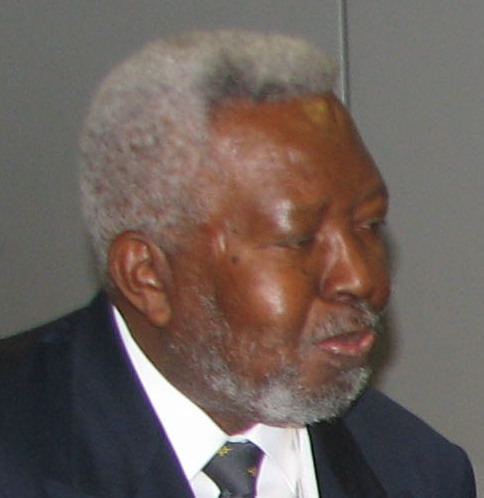
Desidério Costa, 2008

Desidério da Graça Veríssimo e Costa (* 4. April 1934 in Luanda) ist ein angolanischer Politiker. Er war Erdölminister von 2002 bis 2008 und Vorsitzender vom Verband Afrikanischer Erdölproduzenten (APPA) von 2005 bis 2006.

## Leben
Desidério da Costa wurde als Sohn des Eisenbahnangestellten Fernando Pascoal da Costa geboren, der nach den damaligen Gesetzen der portugiesischen Kolonialherrschaft als "civilizado" galt und damit rechtlich portugiesischer Staatsbürger war (im Gegensatz zu den bis 1962 fast völlig rechtlosen Afrikanern). Ende der 1950er Jahre hielt sich Desidério Costa in Portugal auf, um sich auf ein Studium der Medizin vorzubereiten. Von einer Reise nach Deutschland kehrte er nicht zurück, weil sein Vater, der zu den Gründungsmitgliedern des MPLA gehörte, verhaftet worden war und in einem der drei Prozesse wegen des Eintretens für die Unabhängigkeit Angolas von der portugiesischen Kolonialherrschaft angeklagt wurde. Fernando Pascoal da Costa wurde zu mehreren Jahren Arbeitslager verurteilt, die er auf den Kapverdischen Inseln, im Arbeitslager Chao Bom bei Tarrafal verbrachte. 
Desidério Costa fürchtete, in Portugal als Angehöriger der gefürchteten Geheimpolizei PIDE der Diktatur Salazars in die Hände zu fallen. Er fand Zuflucht in der Familie eines Arztes in Lüdenscheid, wo er auch in einer Fabrik arbeitete und die Deutsch lernte. 
Desidério Costa diente in den frühen 1960er Jahren als Präsident der UGEAN (União Geral dos Estudiantes da Africa Negra sob dominacão colonial portuguesa) mit Sitz in Rabat (Marokko). Er zählte bereits zum inneren Kern des MPLA (Movimento Popular de Libertação de Angola), bevor Agostinho Neto dessen Präsident wurde. Mitte der 1960er Jahre beendete er seine politische Tätigkeit, um Erdölwissenschaft an der Montanuniversität Leoben zu studieren, damit nach der Unabhängigkeit seines Landes einheimische Fachkräfte für diese wichtige Branche bereitstünden. Die Montanuniversität Leoben ist eine technische Universität im österreichischen Leoben. Sie ist auf Bergbau, Metallurgie und Werkstofftechnik spezialisiert. Von 1980 bis 1981 vertiefte Desidério da Costa seine Ausbildung in Cambridge, Massachusetts, USA.
Nach der Unabhängigkeit von Portugal wurde er 1976 bis 1977 Mitglied der Nationalen Kommission für die Umstrukturierung der Erdölindustrie, danach stellvertretender Generaldirektor der Sonangol von 1977 bis 1979, danach Nationaldirektor für Erdöl in den Jahren 1982 bis 1984 und stellvertretender Minister für Erdöl von 1984 bis 2002. Die Ressorts der Erdölwirtschaft waren im Laufe der Jahre in verschiedenen Ministerien – Industrie, Energie, Bodenschätze – eingegliedert, bis sie 2002 in einem eigenständigen Ministerium zusammengefasst wurden. Im neuen Kabinett, das am 3. Oktober 2008 nach den angolanischen Parlamentswahlen vom September 2008 gebildet wurde, wurde Desidério Costa wieder von seinem Vorgänger José Maria Botelho de Vasconcelos ersetzt.
Desiderio Costa ist heute als Berater für die Ölindustrie tätig und ist Mitglied des Aufsichtsrates des Banco Africano de Investimentos, (BAI). Er ist verheiratet und hat fünf Kinder.